# Huszt község
Huszt városi község (ukránul: Хустська міська громада, magyar átírásban: Husztszka miszka hromada) városi típusú, helyi önkormányzattal rendelkező közigazgatási egység (hromada) Ukrajna Kárpátontúli területén, a Huszti járásban. A község székhelye Huszt város, a községi önkormányzat elnöke Volodimir Pavlovics Kascsuk.
Területe 402,3 km², lakossága 2021. első negyedévi adat szerint 80 858 fő.
A 2020-as ukrajnai közigazgatási reform során, 2020. június 12-én hozták létre a Huszti Városi Tanács és további 15 falusi tanács összevonásával. Huszt községet egy város (Huszt) és 27 falu alkotja.

## Települések

### Város
- Huszt

### Falvak
- Túlanagyágtelep
- Kőrösös
- Csertés
- Husztbaranya
- Iza
- Kárpótlás
- Mihálka
- Keselymező
- Szakadék
- Tiszakriva
- Lipcse
- Krivi
- Kálló
- Darázsvölgy
- Hárspatak
- Husztköz
- Alsószeliscse
- Rakasz
- Vertepa
- Szeklence
- Száldobos
- Husztsófalva
- Ósándorfalva
- Gernyés
- Kislonka
- Gernyésmező
- Husztyecpatak